# پتاسیوم فلورید
پتاسیوم فلورید یک ماده شیمیایی با فرمول شیمیایی KF می باشد.